# نیکینا نستروف
نیکینا نستروف (روسی: Никита Данилович Нестеров؛ زادهٔ ۲۸ مارس ۱۹۹۳) بازیکن هاکی روی یخ اهل روسیه است.
وی همچنین برندهٔ جوایزی همچون نشان دوستی شده‌است.